# Maria-Anna Erismann
Maria-Anna Erismann was een Zwitserse zwemster. Zij nam deel aan de Olympische Zomerspelen van 1948.

## Belangrijkste resultaten

### Olympische Zomerspelen
| Jaar | Plaats | Discipline | Onderdeel            | Resultaat                                 |
| ---- | ------ | ---------- | -------------------- | ----------------------------------------- |
| 1948 | Londen | zwemmen    | 100 m vrije slag (v) | eerste ronde (zevende in de eerste reeks) |